# Костелло, Долорес
Долорес Костелло (англ. Dolores Costello, 17 сентября 1903 — 1 марта 1979) — американская актриса, которую называли Богиней немого кино. Мать актёра Джона Дрю Берримора и бабушка актрисы Дрю Бэрримор.

## Биография
Долорес родилась 17 сентября 1903 года в городе Питсбург, штат Пенсильвания, США, в семье актёров Мориса и Мэй Костелло. В детстве и юности много снималась в паре с отцом и сестрой Хелен, впервые появившись на экране в возрасте шести лет в картине 1909 года «Сон в летнюю ночь» по пьесе Шекспира. Затем Долорес и Хелен вместе дебютировали на Бродвее. Публика приняла их, и вскоре студия «Warner Bros.» заключила с сёстрами контракт.
Самостоятельная карьера Долорес началась в середине 1920-х годов. В 1926 году она вошла в список «WAMPAS Baby Stars», то есть была признана подающей надежды актрисой. В том же году она снялась в паре с актёром Джоном Берримором в картине «Морское чудовище», экранизации романа Германа Мелвилла «Моби Дик». На съемках между актёрами начался роман и 24 ноября 1928 года они поженились.
Долорес слегка шепелявила, что затруднило её адаптацию к звуковому кино, но через два года выправила этот дефект речи. В 1931 году у актрисы родилась дочь Диди, а годом позже — сын, будущий известный актёр Джон Дрю Берримор. Став матерью, актриса стала уделять меньше внимания карьере и практически перестала сниматься.
В 1935 году она развелась с мужем из-за его сильного пристрастия к алкоголю. Её последними заметными работами были драма «Юный лорд Фонтлерой» (1936) по роману Фрэнсис Ходжсон Бернетт и фильм Орсона Уэллса «Великолепные Эмберсоны» (1942). В 1943 году Долорес завершила карьеру и ушла из кино. Она скончалась 1 марта 1979 года от эмфиземы.

## Фильмография
- 1927 — Когда мужчина любит — Манон Леско
- 1928 — Славная Бетси — Бетси